# Kamloops
Kamloops je město v kanadské provincii Britská Kolumbie. Leží na soutoku dvou zdrojnic řeky Thompson nedaleko jezera Kamloops. Je to největší město v regionálním distriktu Thompson-Nicola, jehož je sídlem a jež je známý také jako Thompson Country. Je to 41. největší město v Kanadě podle počtu obyvatel. V roce 2016 v něm žilo 90 280 obyvatel.